# مايك بيربيغليا
مايك بيربيغليا (بالإنجليزية: Mike Birbiglia)‏ من مواليد 20 يونيو 1978م، هو كوميدي وممثل وكاتب ومخرج أمريكي.

## روابط خارجية
- مايك بيربيغليا على موقع IMDb (الإنجليزية)
- مايك بيربيغليا على موقع الموسوعة البريطانية (الإنجليزية)
- مايك بيربيغليا على موقع ميوزك برينز (الإنجليزية)
- مايك بيربيغليا على موقع قاعدة بيانات برودواي على الإنترنت (الإنجليزية)
- مايك بيربيغليا على موقع إن إن دي بي (الإنجليزية)
- مايك بيربيغليا على موقع أول ميوزيك (الإنجليزية)
- مايك بيربيغليا على موقع ديسكوغز (الإنجليزية)
- مايك بيربيغليا على موقع قاعدة بيانات الفيلم (الإنجليزية)